# Онориу-Серпа
Онориу-Серпа (порт. Honório Serpa) — муниципалитет в Бразилии, входит в штат Парана. Составная часть мезорегиона Юго-центральная часть штата Парана. Входит в экономико-статистический микрорегион Палмас. Население составляет 6291 человек на 2006 год. Занимает площадь 502,235 км². Плотность населения — 12,5 чел./км².
Праздник города — 16 ноября.

## Статистика
- Валовой внутренний продукт на 2003 год составляет 78 710 356,00 реалов (данные: Бразильский институт географии и статистики).
- Валовой внутренний продукт на душу населения на 2003 год составляет 11 982,09 реалов (данные: Бразильский институт географии и статистики).
- Индекс развития человеческого потенциала на 2000 год составляет 0,710 (данные: Программа развития ООН).